# Castle Fantasia 聖魔大戰
《Castle Fantasia 聖魔大戰》為日本遊戲公司Studio e.go!（簡稱ego）於1998年11月20日發售的成人遊戲。2000年12月22日發售重製版《新聖魔大戰》，不僅全程有語音且CG畫質與戰鬥系統皆大幅提升細膩度及挑戰度。台灣由信必優多媒體股份有限公司代理發行中文版(非18禁)，現已倒閉、結束營業。2002年7月11日由Symbio Planning發售Dreamcast版。

## 遊戲方式
採用敵我雙方交互行動的回合制，過關條件大多是要將敵人全滅、或是打倒敵方頭目。遊戲公司為了方便玩家專心品味劇情，特定為出現頻繁的戰鬥設計了可跳過戰鬥的功能，只要保留上一次過關的紀錄，即可直接跳到已過關的畫面，但可惜的是累積的能力值是採用上一回過關得到的數值。當等級提升一定時，會學習到所謂的奧義招式，受到敵人攻擊時損傷或進行行動時會增加極限值，當此值提升至最高後，則可以施展強大威力的奧義招式。

## 故事簡介
聖魔大戰…曾經有一場被後人這樣稱呼的戰爭。但是那戰爭並不如傳說中所說的，是聖者對抗魔鬼的戰爭，而是秉持光明神所訂定的嚴密世襲制之統治者，和意圖從那秩序下逃脫的人們之間所爆發的戰爭 。這場始於小小地方叛亂的戰爭，在席捲人們的各種思緒下逐漸蔓延。直到神聖曆358年就在開戰經過200年，當所有人幾乎忘卻戰爭理由的時候，光明神軍下出現了一位英雄。修伊該如何帶領從四方拼湊起的軍隊，打勝屬於他們所認為的聖魔大戰呢?

## 登場人物

### 主角角色
修伊·愛爾薩德（ヒューイ＝エルザード）
本作男主角，是因裘拉教國第七聖部隊的隊長。他在軍中是有名的懶惰鬼，有教國萬年米蟲、薪水小偷等難聽綽號。不知為何，居然被選為地位崇高的聖騎士之一。不過在當上聖騎士之後，懶散行為依然故我。但智謀方面卻是一等一的強，武術也不差。且很愛護隊員們。可習得奧義「天地咆吼龍鳴斬」。
雅莉亞·加特蘭得（アリア＝ガートランド）
第七聖部隊隊員，擔任修伊的副官。辦事能力強的她，雖然想認真地執行任務，卻往往被其他散漫的隊員拖累，總是沒辦法交出優秀的成績。盛傳她對漢娜等人大喊大叫的模樣，很有媽媽的味道，但她卻極不擅長作菜，打掃等家事。可習得奧義「神風鳳激斬」。
漢娜·海明頓（ハンナ＝ハミルトン）
第七聖部隊隊員。雖然她跟雅莉亞是同一期入隊的，但卻與精幹的雅莉亞正好相反，屬於長不大的女孩子，腦子裡老是想著玩。由於修伊對她的嬌寵，使得部隊的行進速度遲緩。與後期加入的露娜兒、蒂雅組成傻瓜三人組。會使用恢復型魔法。可習得奧義「漢娜漂漂拳」。
蒂雅·席連斯（ティア・シーレンス）
第七聖隊部隊員，天生超脫線，遲鈍無比的反應，讓周圍的人都會到想跌倒的地步，熱愛小動物，很為伙伴著想，有願意犧牲自己來保護他們的堅強，是傻瓜三人組隊員之一。可習得奧義「超級爆破彈」。
賽西爾·霍華特（セシル＝フォーワード）
在某個廢村照顧戰難孤兒的女性。雖對小孩子很溫柔，但對於大人卻是不可一世的的驕傲態度。後來受到修伊一行人的幫助，由於她驕傲的個性，使得她想加入修伊他們，但拉不下臉拜託他們，於是使出半威脅的方式硬加入了第七聖部隊。會使用攻擊型魔法，人稱「邊境魔女」。由於她一頭的紅長髮，前方有著長長的兩搓，使得後期加入的露娜兒幫她取了五花八門的綽號，如龍蝦、蟑螂等，但她個人是非常不喜歡這些綽號的。可習得奧義「四元素天地滅」。
露娜兒·瑟洛恩（ルナール＝セロン）
山賊團的首領，有著其特的方言口音。途中打劫修伊一行人，洗澡時不小心被修伊撞見，便逼修伊娶她，並強行加入第七聖部隊。喜歡稱呼修伊為修修，是傻瓜三人組隊員之一。可習得奧義「超必殺·五色蝶」。
席瑞拉·普利斯纳（シルエラ＝プリスナー）
曾擔任第六部聖隊隊長，出戰時輸給敵軍魯榭拉軍當俘虜，即使被俘虜時遭到敵軍的士兵玷汙也有著寧死不屈的情操。修伊一行人將她救出後，轉任至第七聖部隊當修伊的副官。在士官學校時，是修伊的學生，一直愛慕著修伊。常與露娜兒爭風吃醋，酒量不好，酒前與酒後完全不同個人。可習得奧義「神技·燕返」。
裘蒂·安妮瑪莉（ジュディ＝アンヌマリー）
敵軍魯榭拉軍的指揮官，劍術高超，連雅莉亞都曾敗在她手下，身穿黑色的盔甲，若不脫下頭盔，根本查覺不到他是女性的這個事實，故事發展到最後時，依玩家的選擇，她也有可能加入修伊這一方。可習得奧義「天空劍·天魔覆滅」。
索米雅‧亞爾絲達（ソミア＝アルスタ）
第八聖部隊隊長。是暗殺忍者世家，她的負面流言總是不斷，例如跟他出戰的隊伍總是全滅之類的。有目前的官位，絕大因素是因父親的豐功偉業所賜與的，但也因為這原因造就她的不幸，個性大變。可習得奧義「月下深影亂風斬」。

### 其他角色
尤西斯‧恩布里昂
是修伊的好朋友，以第一聖部隊隊長的身分統領全體聖騎士。雖然在戰略頭腦上略遜修伊一籌，但在因裘拉軍中武藝無人能敵，喜歡副官‧夏娜薇，但因習武，對這方的事完全不知道該怎麼辦，最後與修伊商量，終於娶得美人歸。擁有奧義「天地咆哮鳳鳴斬」。
夏娜薇‧貝魯納傑
隸屬第一聖部隊，擔任尤西斯的副官，說話總是語調平平，面無表情，感覺很讓人難以接近，但這是她冷靜的表現，以不輸修伊的智謀輔佐尤西斯，最後成為他的妻子。擁有奧義「氣功波」。
嘉亞克‧藍迪斯
敵軍魯榭拉軍鎮首波魯波雷多塞的司令官，擅長戰術，常使因裘拉軍陷入苦戰，喜歡裘蒂，不避諱在公開場合表示他對她的情感，但總是被冷冷的拒絕了。席瑞拉被俘虜差點要被玷污時，他伸出了援手救了她。之後兩方交戰時戰敗，他不願當俘虜自盡死於戰場上。

## 主題歌
片頭曲：熱い鼓動感じて
作曲：ぴょんも 作詞/歌：CANDY
挿入曲：Castle Fantasia
作曲：ぴょんも 作詞/歌：CANDY

## OVA
Castle Fantasia 聖魔大戰的OVA是18禁成人動畫作品。

### 發售日
- 第一章：2003年4月4日
- 第二章：2003年7月25日
- 第三章：2003年10月25日

### 配音員
- ヒューイ：後野祭
- ガヤック：蝦押丈
- デュシス：廣野大地
- アリア：Ruru
- キャラウェイ：夕城粧子
- ジュディ：悠
- シルエラ：深井晴花
- セシル：Yuki-Lin
- ハンナ：こむら奈々
- ナレーション：恥女

### 工作人員
- 原作：Studioe・go!
- 劇本：渋谷裕二
- 製作人：八神和彦、渡来猛人
- 演出/分鏡：矢越守
- 人物設定：石原恵
- 作畫監督：淺沼昭弘
- 色彩設定：宮本俊行
- 美術：東厚治
- 撮影：デジタルギヤ
- 編集：アムガ
- 音響：T&M
- 音樂：ぴょんも
- 制作進行：古家仁司
- 企畫協力：イメイジワークス
- 動畫製作：スタジオジャム
- 製作/發售：ミュージアムピクチャーズ
- 販賣：株式会社GPミュージアム

## 外部連結
- Studio e.go!取自網際網路檔案館（日語）
- Studio e･go!（页面存档备份，存于）（日語）